# ماروتی ۱۰۰۰

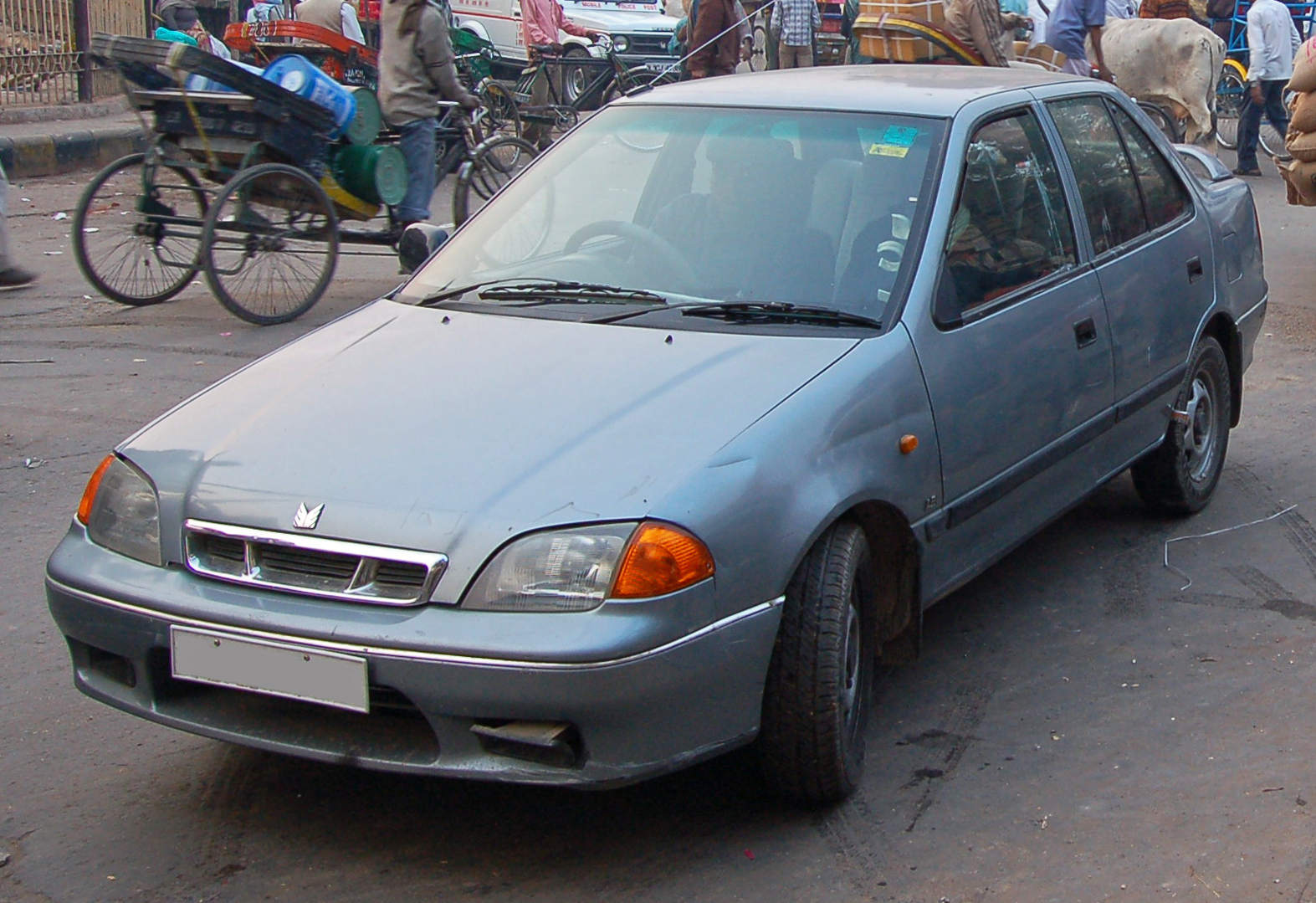

ماروتی ۱۰۰۰ (Maruti 1000) خودرویی است که در سال‌های ۱۹۹۰ تا ۱۹۹۴تولید شده‌است. طول آن در حالت طبیعی ۴٬۰۷۵ میلیمتر (۱۶۰٫۴ اینچ) و عرض آن در حالت طبیعی ۱٬۵۷۵ میلیمتر (۶۲٫۰ اینچ) است.
موتور آن ۹۷۰ سی‌سی سیستم جعبه‌دندهٔ آن به صورت دستی است.